# Heterotropus normalipes
Heterotropus normalipes är en tvåvingeart som beskrevs av Paramonov 1929. Heterotropus normalipes ingår i släktet Heterotropus och familjen svävflugor.
Artens utbredningsområde är Turkmenistan. Inga underarter finns listade i Catalogue of Life.